# IPC (단체)
IPC 또는 국제전자산업표준협회(영어: Association Connecting Electronics Industries)는 전자장비 및 소자부품의 조립 및 생산 규격의 표준화를 목적으로 하는 협회이다. 1957년 인쇄회로 연구조합(영어: Institute for Printed Circuits)을 모태로 출범하여 중간에 공식 명칭을 베어보드로부터 패키징과 전자 어셈블리산업을 포함하는 전자회로 상호연결 및 패키징 연구조합으로 바꾸었다가, 1999년부터 현재의 명칭을 공식적으로 사용하고 있다. 전자제품 및 소자부품의 제조, 생산 규격을 표준화하는 것을 목표로 하고있다. IPC는 미국 국립 표준 협회와 표준 개발 기구에 의해 표준개발 및 제정기관으로 인정을 받았으며 이미 제정된 표준들은 전세계적으로 활용되고 있다. 또한 전자산업계에서 가장 널리 사용되는 허용가능성 표준들을 제정 및 보급한다.
IPC는 일리노이주의 베낙번에 본부를 두고 있으며, 뉴멕시코 타오스, 버지니아 알링톤, 스웨덴 스톡홀름, 러시아 모스크바, 인디아 방갈로, 중국 상하이, 그리고 선전과 베이징에 직영 사무실을 두고 있다.

## 표준
IPC표준은 전자제품 제조 업계에서 널리 사용된다. IPC-A-610, 전자 어셈블리의 허용가능성, 은 전세계OEM회사들과 EMS 회사들에 의해 널리 사용되고 있습니다. 전세계에 3,600명이 넘는 인증 받은 강사들이 그 표준을 교육 및 훈련하고 있다. 표준은 업계 자원봉사자들로 구성된 위원회에서 제정된다. 관련 그룹들이 중국, 미국, 그리고 덴마크에 구성이 되어 활동하고 있다.
IPC가 발행한 표준은 아래와 같다:
일반문서
- IPC-T-50 용어 및 정의

- IPC-2615 인쇄기판 치수와 오차

- IPC-D-325 인쇄기판에 대한 문서 요건

- IPC-A-31 연성 원재료 시험 패턴

- IPC-ET-652 소자가 실장되지 않은 인쇄기판의 전기시험을 위한 지침과 요건

디자인 사양
- IPC-2221 인쇄기판에 대한 일반 표준

- IPC-2223 연성인쇄기판에 대한 단면 디자인 표준

- IPC-7351B 표면실장 디자인과 랜드 패턴 표준에 대한 일반요건

재료 사양
- IPC-FC-234 단면 또는 양면 연성 인쇄회로에 대한 압력민감 접착제 어셈블리지침

- IPC-4562 인쇄 배선 적용에 대한 금속 호일

- IPC-4101 인쇄기판에 대한 라미네이트 프리프레그 재료 표준

- IPC-4202 연성 인쇄회로에 사용하기 위한 연성 기반 유전체

- IPC-4203 연성 인쇄회로와 연성 결합필름을 위한 커버로 사용하는 접착제가 코팅된 유전체 필름

- IPC-4204 연성 인쇄회로 제조에 사용되는 연성 금속 외장 유전체

성능과 검사 문건
- IPC-A-600 인쇄 배선기판의 허용가능성

- IPC-6011 인쇄기판에 대한 일반 성능 세부기준

- IPC-6013 인쇄 배선, 연성과 경연성에 대한 사양

- IPC- 6202 IPC/JPCA 단면 또는 양면 연성 인쇄 배선기판을 위한 성능 지침 매뉴얼

- PAS-62123 단면과 양면 연성 인쇄 배선기판에 대한 성능 지침 매뉴얼

- IPC-TF-870 PTF 인쇄회로의 자격요건과 성능

연성 어셈블리와 재료 표준
- IPC-FA-251 단면과 양면 연성 인쇄회로를 위한 어셈블리 지침

- IPC-3406 전기적 전도성 표면실장 접착제를 위한 지침

- IPC-3408 비등방 전도 접착제를 위한 일반적인 요건

## 참고
1. ↑  “History of IPC's Name”. 《IPC》.
2. ↑  “Standards Developing Organizations (SDOs)”. 《ANSI》. 2021년 3월 18일에 원본 문서에서 보존된 문서. 2014년 8월 27일에 확인함.